# 北島ウインクハート
『北島ウインクハート』（きたじまウインクハート）は、2004年4月4日から2007年9月28日までテレビ東京系全国ネットで放送されていたバラエティ番組である。

## 番組概要
放送開始は2004年4月4日。当初は、20年以上続いた長寿番組『医食同源』の後番組として、毎週日曜8:00 - 8:30(JST、以下同じ)に放送されていたが、同年10月に直前のアニメ枠との交換で7:30 - 8:00になり、2006年10月からは子供向け番組の時間拡大に伴い、毎週金曜12:00 - 12:30の放送となった。スポンサーはエクセルヒューマン（現・EH株式会社）の一社提供である。
歌手の北島三郎とアグネス・チャン、それに北島の三女・水町レイコが司会を務めた。当初は、毎回、一組の家族にスポットを当て、近頃失われがちな親子、家族、仲間、同僚などとの「絆」の大切さを説き、2006年4月からは、さまざまな分野や地域で奮闘する人とその周囲の人々との絆に焦点を当てた番組構成となった。
主題歌は北島本人は歌わず、柚梨太郎（中山譲）が作詞・作曲した歌が起用され、ほぼ3ヶ月ごとに変更されていた。
2006年4月より番組末期までは、兵庫ケンイチ「ひとりじゃないね」が主題歌に採用された。

## 出演者
- 北島三郎
- アグネス・チャン
- 水町レイコ（北島三郎の娘：三女）
- コサブロー - 声：川崎恵理子。北島を小さくしたような容姿のCGキャラ。北島を「パパさん」、水町を「レイコお姉さん」と呼ぶ。2006年4月2日で卒業。
- ウインク - 声：不明。頭部がハートの形をしたCGキャラ。ウインクをしながら「ウインク♪」と喋る。というかそれしか喋れない。2006年4月2日で卒業。
- 松丸友紀（テレビ東京アナウンサー） - 2006年7月9日・7月16日放送分にて、水町レイコが仕事の都合により欠席した際の代理アシスタント。

## リニューアル前の内容
- ウインクハートファミリー - メインコーナー。ある一組の家族が奮闘する姿を紹介する。
- サブちゃんのちょっといい話 - 北島が「ちょっといい話」を漫画で紹介する。このコーナーのナレーションは滝口順平、作画はたかや健二。

## リニューアル後の内容
2006年4月9日より番組がリニューアルされた。各分野で頑張っている人を「ガンバリスト」と呼び、ドキュメンタリータッチで放送。番組後半に「ウインクハートレター」というコーナーでガンバリストが今の気持ちを手紙にして読む。
- 今日のガンバリスト -各分野で頑張っている人（ガンバリスト）をピックアップし、ドキュメンタリータッチで紹介。支えてくれる家族、両親、兄弟、同僚等との絆がテーマ。
- 親子でワイワイ！ - 視聴者から寄せられた家族に対する悩み・相談事について、北島・水町がアドバイスを送る。2005年4月から「サブちゃんの～」に替わり登場。（お便りを読まれた方へのプレゼント有り。北島三郎サイン色紙・番組マグカップ等）

リニューアルに伴い主題歌が変更、楠瀬誠志郎作曲の「ひとりじゃないね」（歌：兵庫ケンイチ）となった。2006年10月からの放送時間変更と対象者の拡大後も主題歌の変更はなかった。
最後に北島三郎が過去に発売した歌で、詞の内容がガンバリストの気持ちに合った曲を紹介し、まとめている。
CGキャラクターのコサブローとウインクの出演はなくなった。

## スタッフ
- 企画：深江今朝夫、深江夏樹、久保田育穂
- 企画協力：大野龍（北島音楽事務所）、葛輪武弘（日豊社）
- 構成：実拓夢、大野浩二、花輪如一
- 編集：青柳諭（ART PLAZA）→ 町田光（3one）
- MA：阿部友哉（ART PLAZA）
- 音効：比良野邦子
- 美術：大村和夫
- CG：武藤隆夫（Helloween Jack）、神山美紀
- スタイリスト：スタイルカンパニー
- ヘア&メイク：大の木ひで
- TK：佐々木望
- 制作：小谷学
- デスク：久保田敬子
- AD：間瀬崇充
- ロケディレクター：示野浩司
- ディレクター：金田光弘
- 演出：豊島浩行、早川義人
- プロデューサー：師信介（テレビ東京）、杉本修三
- 収録スタジオ：IMAGICA
- 制作協力：千代田企画
- 製作：テレビ東京、千代田ビデオ

## ネット局と放送時間
2007年1月以降
| 放送対象地域  | 放送局                | 系列           | 放送日時             | 放送日の遅れ |
| ------------- | --------------------- | -------------- | -------------------- | ------------ |
| 関東広域圏    | テレビ東京 （制作局） | テレビ東京系列 | 金曜 12:00 - 12:30   | 同時ネット   |
| 北海道        | テレビ北海道          | テレビ東京系列 | 金曜 12:00 - 12:30   | 同時ネット   |
| 愛知県        | テレビ愛知            | テレビ東京系列 | 金曜 12:00 - 12:30   | 同時ネット   |
| 大阪府        | テレビ大阪            | テレビ東京系列 | 金曜 12:00 - 12:30   | 同時ネット   |
| 岡山県 香川県 | テレビせとうち        | テレビ東京系列 | 金曜 12:00 - 12:30   | 同時ネット   |
| 福岡県        | TVQ九州放送           | テレビ東京系列 | 金曜 12:00 - 12:30   | 同時ネット   |
| 奈良県        | 奈良テレビ            | 独立UHF局      | 金曜 12:00 - 12:30   | 同時ネット   |
| 熊本県        | テレビくまもと        | フジテレビ系列 | 金曜 15:00 - 15:30   | 3時間遅れ    |
| 徳島県        | 四国放送              | 日本テレビ系列 | 金曜 17:00 - 17:30   | 5時間遅れ    |
| 滋賀県        | びわ湖放送            | 独立UHF局      | 土曜 13:30 - 14:00 ※ | 1日遅れ      |
| 富山県        | チューリップテレビ    | TBS系列        | 月曜 10:50 - 11:20   | 3日遅れ      |
| 宮城県        | ミヤギテレビ          | 日本テレビ系列 | 火曜 10:50 - 11:20   | 4日遅れ      |
| 鳥取県 島根県 | 山陰放送              | TBS系列        | 水曜 10:00 - 10:30   | 5日遅れ      |
| 長野県        | 信越放送              | TBS系列        | 水曜 10:50 - 11:20 ※ | 5日遅れ      |
| 新潟県        | テレビ新潟            | 日本テレビ系列 | 木曜 10:25 - 10:55   | 6日遅れ      |
| 宮崎県        | 宮崎放送              | TBS系列        | 木曜 15:25 - 15:55   | 6日遅れ      |

- 日曜7時30分時代は、テレビ東京放送分は、ステーションブレイク無しで「レースガイド」を放送していたため、他の同時ネット局より終了時間が2分早かった。
- ※印を付けた放送時間はしばしば臨時に変更された。
- 2006年10月より奈良テレビでの放送が開始となった。

### 途中まで放送していた局
2006年3月まで
- 福井テレビ（福井県） - 月曜 10:55 - 11:25
- 長崎文化放送（長崎県） - 水曜 16:30 - 17:00
- 南日本放送（鹿児島県） - 水曜 10:30 - 11:00

2006年12月まで
- テレビ愛媛（愛媛県） - 月曜 15:05 - 15:35